# Chionaema bella
Chionaema bella är en fjärilsart som beskrevs av Kishida 1991. Chionaema bella ingår i släktet Chionaema och familjen björnspinnare. Inga underarter finns listade i Catalogue of Life.